# Livingston T. Merchant

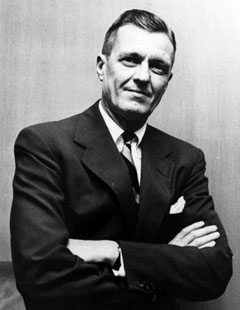
Livingston T. Merchant

Livingston Tallmadge Merchant (* 23. November 1903 in New York City; † 15. Mai 1976 in Washington, D.C.) war ein US-amerikanischer Diplomat, der nicht nur zwei Mal Botschafter der Vereinigten Staaten in Kanada war, sondern als United States Under Secretary of State für politische Angelegenheiten auch den dritthöchsten Posten im Außenministerium der Vereinigten Staaten bekleidete.

## Leben
Nach dem Besuch der Hotchkiss School begann Merchant 1922 ein Studium an der Princeton University, das er 1926 mit einem Bachelor of Arts (B.A.) abschloss. Seine berufliche Laufbahn begann er 1930 als Partner und Investmentberater von Scudder, Stevens & Clark und war dort bis 1942 tätig.
Nach Beendigung der dortigen Tätigkeit trat er 1942 in den Dienst des Außenministeriums und war zunächst Assistierender Chef der Abteilung für Verteidigungsmaterialien und dann von 1943 bis 1944 Chef der Abteilung für Blockade und Versorgung. Nach einer kurzzeitigen Verwendung als Chef der Abteilung für die östliche Hemisphäre, war er zwischen 1944 und 1945 Chef der Abteilung für die Wirtschaft in Kriegsgebieten und dann 1945 Sonderassistent eines Assistant Secretary of State.
Im Anschluss wurde er 1945 Botschaftsrat für Wirtschaft an der Botschaft in Frankreich, kehrte aber bereits 1946 in die USA zurück, wo er Chef der Abteilung für Luftfahrt des Außenministeriums wurde. Danach folgte 1948 seine Ernennung zum stellvertretenden Direktor des Amtes für Transport und Kommunikation sowie daraufhin nach einer Tätigkeit an der US-Vertretung in Nanjing im Jahr 1948 von 1949 bis 1951 zum stellvertretenden Assistenzsekretär für Fernost-Angelegenheiten (Deputy Assistant Secretary of State for Far East Affairs).
Nach einer Tätigkeit als Sonderassistent für gegenseitige Sicherheitsangelegenheiten, war er zwischen 1952 und 1953 stellvertretender US-Sonderrepräsentant in Europa beim Nordatlantikrat mit Sitz in Paris. Anschließend kehrte er ins Außenministerium zurück und war von 1953 bis 1956 Assistant Secretary of State für Europa-Angelegenheiten. Danach war Merchant zwischen 1956 und 1958 erstmals Botschafter in Kanada und anschließend erneut Assistant Secretary of State für Europaangelegenheiten. Im Anschluss bekleidete er von 1959 bis 1961 als Under Secretary of State für politische Angelegenheiten auch den dritthöchsten Posten im US-Außenministerium. Zuletzt war Merchant, der auch für den Council on Foreign Relations tätig war, als Nachfolger von Richard B. Wigglesworth zwischen 1961 und 1962 erneut Botschafter in Kanada.
Später war er noch zwischen 1962 und 1963 Sonderbeauftragter für den Aufbau einer multilateralen NATO-Atomstreitmacht sowie von 1965 bis 1968 als Repräsentant der USA Exekutivdirektor bei der Weltbank.
Seine gesammelten Schriften und Briefwechsel aus den Jahren 1944 bis 1972 befinden sich in der Bibliothek der Princeton University.